# دانشنما

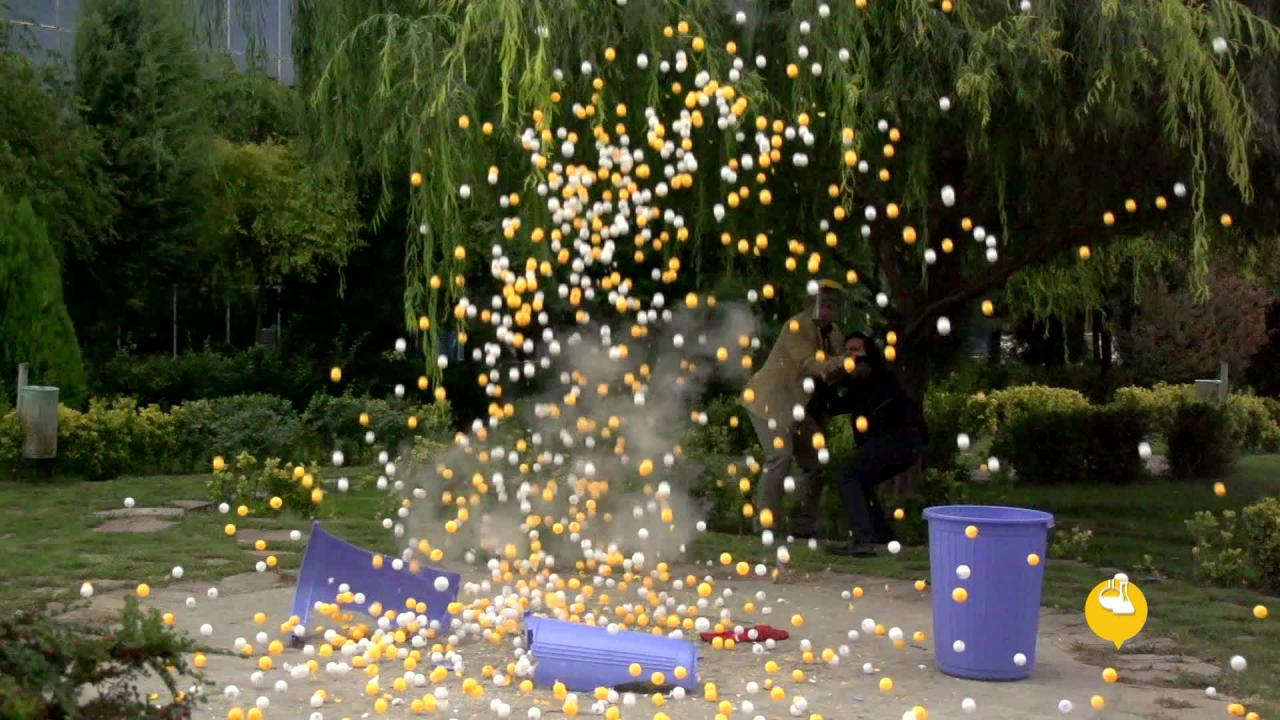
انفجار بطری حاوی نیتروژن مایع در یک سطل حاوی ۱۰۰۰ عدد توپ پینگ پونگ

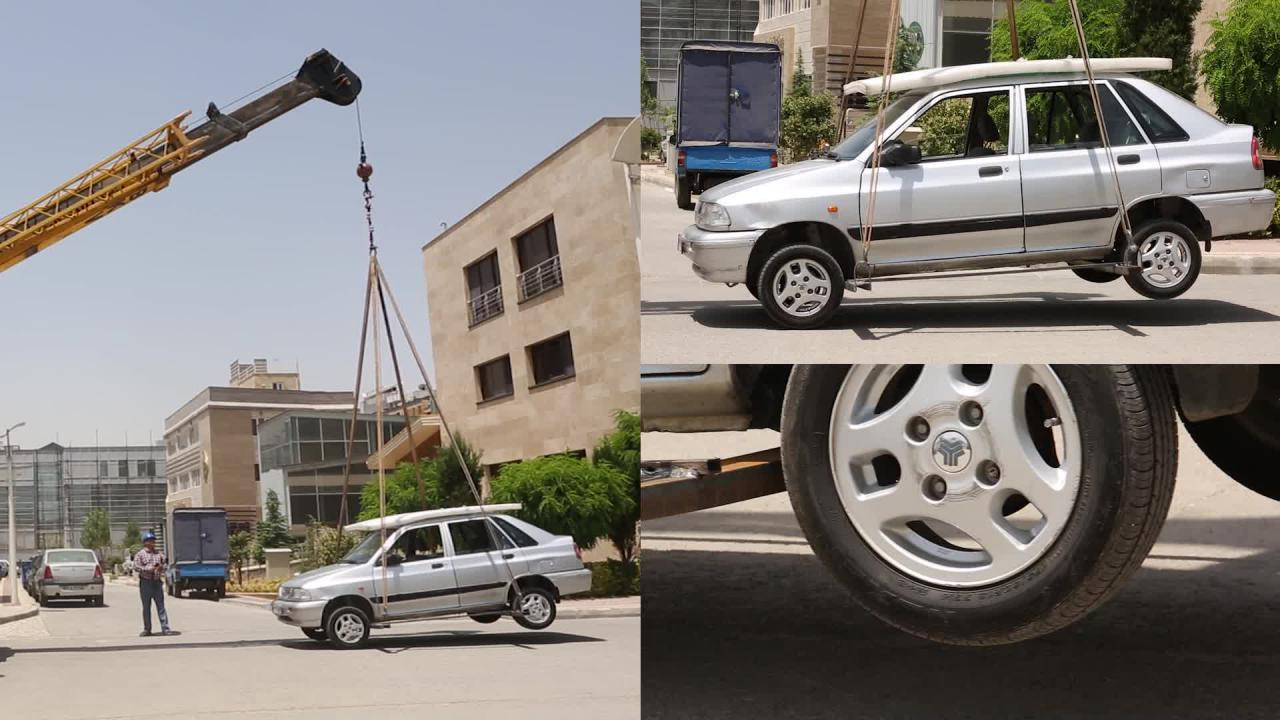
یک دسته موی طبیعی انسان تسمه‌ها متصل به یک خودرو را به قلاب جرثقیل وصل کرده است؛ و جرثقیل خودرو را از زمین بلند می‌کند.

«مجموعه تلویزیونی دانشنما» نخستین برنامه تلویزیونی در حوزه علم مردمی با مخاطب عمومی نوجوان و بزرگسال است که در ژانر دانش نما (به انگلیسی: Science Show) ساخته شده است که از شبکه دوم سیما (برای اولین بار) پخش و دیگر شبکه‌های تلویزیون باز پخش می‌شود.
سید محسن حسینی تهیه کننده و کارگردان دانشنما دانش‌آموخته سازمان ملی پرورش استعدادهای درخشان است و پیش از این در شبکه دو مجموعه تلویزیونی چیستا را با طراحی مجموعه دانش بنیان فن آموز تهیه کرده بود.
«مجموعه تلویزیونی دانشنما» با حمایت معاونت علمی و فناوری ریاست جمهوری و طراحی شرکت دانش بنیان فن آموز ساخته شد.

## اپیزودها
1. انفجار نیتروژن مایع
2. لیزر سبز
3. میز بیضی
4. منیزیوم و یخ خشک
5. سقوط عتیقه
6. بطری و ماکروفر و فشارهوا
7. مایع غیر نیوتنی
8. برآیند نیروها و هندوانه
9. هاورکرافت یخی
10. لیوان فومی و زودپز
11. چرخ و ژیرسکوپ
12. بالانس و نوشیدن
13. مه نیتروژنی
14. سقوط در لوله
15. مورچه و ماکروفر
16. فشار هوا و بشکه
17. زورخانه و اهرم‌ها
18. اصطکاک و برگه‌های کتاب
19. استحکام موی انسان
20. فشارهوا و ماگدوبرگ

## عوامل
- تهیه کننده: سید محسن حسینی
- کارگردان: سید محسن حسینی
- مجری طرح: فن آموز
- مدیر علمی: مجید محسنی
- تحقیق و پژوهش: فن آموز
- طراحی و تولید: فن آموز
- مدیر تولید: محمد رضا بغیری
- مدیر تصویربرداری: فرشید فرجی
- تصویربرداران:
  - جعفر اکبری
  - حمید آذریون
  - میثم پاک سرشت
  - مهدی شاه حسینی
  - علی فیض آبادی
  - حمید فرجی
- طراح صحنه: مهناز رضایی
- گریم: علیرضا کریمی
- تدوین گران:
  - امید خسروی
  - صابر خسروی
  - ابوالفضل حاجیان